# Dodecà
El dodecà (també conegut com a dihexil, bihexil o duodecà) és un hidrocarbur alcà líquid amb la fórmula química CH₃(CH₂)10CH₃ (o {\displaystyle {\ce {C12H26}}}), un líquid greixós de la sèrie de la parafina. Té 355 isòmers.
És utilitzat com a solvent, destil·lant, i component de centellejador. És utilitzat com a diluent del fosfat de tributil (TBP) en plantes de reprocessament.

## Reacció de combustió
La reacció de combustió del dodeà és de la manera següent:
C₁₂H26(l) + 18.5 O2(g) → 12 CO2(g) + 13 H₂O(g)
ΔH° = −7513 kJ
Un litre de combustible necessita aproximadament 15 kg d'aire per cremar, i genera 2.3 kg (o 1.2 m³) de CO₂ en combustió completa.

## Substitut de combustible per jets
En aquests darrers anys, el n-dodecà ha guanyat atenció com a possible substitut de combustibles basats en el querosè com el Jet-A, l'S-8, i altres combustibles d'aviació convencionals. És considerat un substituent de combustibles de segona generació dissenyat per emular la velocitat de flama laminar, suplantant en gran part el n-decà, principalment degut a la seva massa molecular superior i menor proporció hidrogen-carboni, cosa que reflecteix millor el contingut de n-alcà dels combustibles de jets.